# Pozba
Pozba es un municipio del distrito de Nové Zámky en la región de Nitra, Eslovaquia, con una población estimada a final del año 2024 de 446 habitantes.
Se encuentra ubicado al sur de la región, cerca de los ríos Nitra y Hron (cuenca hidrográfica del Danubio) y de la frontera con Hungría.

## Demografía
| Año        | 1994 | 2004    | 2014     | 2024    |
| ---------- | ---- | ------- | -------- | ------- |
| Población  | 597  | 561     | 464      | 446     |
| Diferencia |      | −6,03 % | −17,29 % | −3,87 % |

| Año        | 2023 | 2024 |
| ---------- | ---- | ---- |
| Población  | 446  | 446  |
| Diferencia |      | +0 % |